# Palena (província)
Palena é uma das províncias do Chile localizada no extremo sudeste da Região de Los Lagos, tem superficie de 15.301,9 km² e populacão de 18.971 habitantes. A capital provincial é a cidade de Chaitén.
A administração da província está a cargo do governador Juan Alberto Pérez.

## Comunas
A província é constituida por 4 comunas:
- Chaitén
- Futaleufú
- Hualaihué
- Palena